# IC 4045
IC 4045 је елиптична галаксија у сазвјежђу Береникина коса која се налази на листи објеката дубоког неба у Индекс каталогу.
Деклинација објекта је + 28° 5' 25" а ректасцензија 13h 0m 48,8s. Привидна величина (магнитуда) објекта IC 4045 износи 13,9 а фотографска магнитуда 14,9. Налази се на удаљености од 94,383 милиона парсека од Сунца. IC 4045 је још познат и под ознакама MCG 5-31-88, CGCG 160-256, DRCG 27-168, PGC 44818.